# Eulenspiegel-Museum

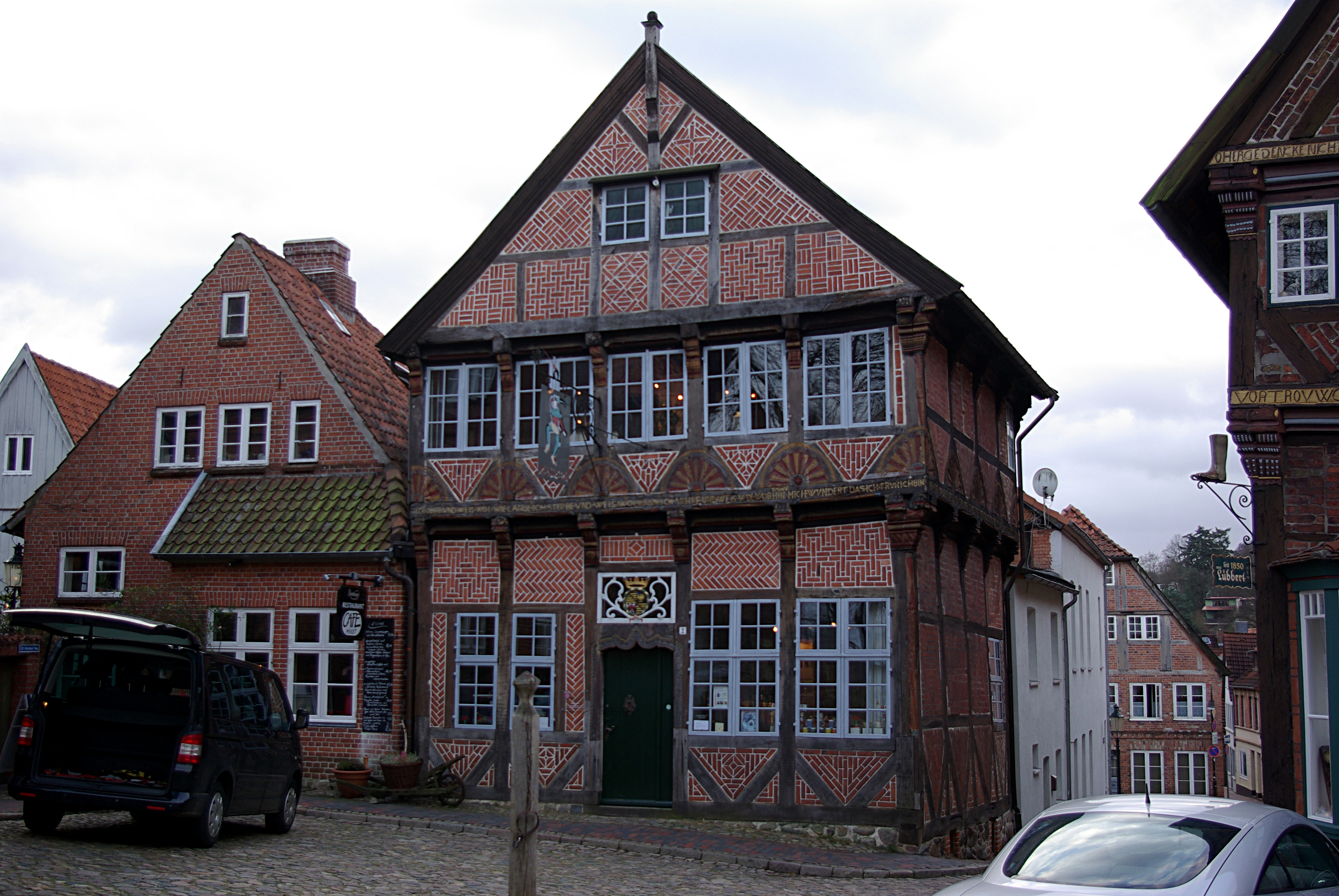
Eulenspiegel-Museum in Mölln

Das Eulenspiegel-Museum ist eine kleine volks- und heimatkundliche städtische Sammlung in Mölln und wurde im Jahr 1996 als eigenständige Abteilung des Möllner Museums in einem Fachwerkhaus, einem alten Bürgerhaus von 1582, Am Markt 2, gegenüber vom Historischen Rathaus gelegen, eingerichtet. Es wurde zuvor für diesen neuen Ausstellungszweck saniert.
Mölln will als Eulenspiegelstadt mit diesem Museum die besondere Beziehung zu Till Eulenspiegel veranschaulichen: In dieser Stadt spielen die Historien 91 bis 96. Eulenspiegel starb in Mölln im Jahr 1350 im Spital Zum Heiligen Geist, woran ein Gedenkstein an der Kirche Sankt Nicolai erinnert.
Das Museum informiert über die Entwicklung des Till Eulenspiegel seit der ersten bekannten Veröffentlichung des Volksbuches im Jahre 1510/11. Gezeigt wird sowohl die lokale Tradition, die sich mit Till Eulenspiegel verbindet, als auch die künstlerische Auseinandersetzung in Literatur, Malerei und Plastik.
Es ist bisher nicht wissenschaftlich hervorgetreten, auch liegen keine Inventarlisten vor. Es ist ein beliebtes familienorientiertes touristisches Ziel in der Region.
Seit dem 1. Dezember 2009 hat das Museum anlässlich einer Neugestaltung der Dauerausstellung auch ein Till-TV eingerichtet.